# Distretto di Jingkou
Il distretto di Jingkou (京口区S, Jīngkǒu QūP) è un distretto della Cina, situato nella provincia di Jiangsu e amministrato dalla prefettura di Zhenjiang.